# IC 3906
IC 3906 је појединачна звијезда у сазвјежђу Ловачки пси која се налази на листи објеката дубоког неба у Индекс каталогу.
Деклинација објекта је + 40° 27' 50" а ректасцензија 12h 55m 51,0s.